# Jean Godard
Pour les articles homonymes, voir Godard.
Jean Godard (1564-1630) est un poète baroque français.

## Biographie
Jean Godard est influencé par Ronsard et Desportes dans ses poésies amoureuses. Il est aussi un poète satirique et héroïque, auteur dramatique et grammairien.
Écrivain éclectique, à l'aise tout autant dans la poésie héroïque et la réflexion morale que dans la comédie ou les traités de langue et de grammaire, Jean Godard est aussi et surtout un poète amoureux, dans la lignée du pétrarquisme. Mais la façon dont il utilise les thèmes mignards et les grâces affectées, de mise dans les hommages rendus à la dame aimée, témoigne d'une originalité toute personnelle. S'il se plaît en particulier à jouer avec les images et les mots, recherchant constamment les antithèses et les oxymores, c'est pour traduire les souffrances lancinantes de l'amour en même temps que le plaisir pris à ces souffrances. Paradoxe qui fait le fond même de sa manière, et qui le pousse à cultiver tous les thèmes propices à traduire l'ambiguïté. Et poésie qui poursuit une sorte de rêve impossible : celui de réunir les contraires, de réunifier la dualité de l'être, de trouver l'un dans le différent, le multiple et le contradictoire, ce qui donne à ce maniérisme, riche, selon le jugement porté par Colletet, « en pointes d'esprit, antithèses et contrebatteries de mots », le fondement d'une quête intime propre à l'âge baroque.

## Œuvres
- Peintre excellent, dont le pinceau subtil
- Les Premices de la Flore (1587)
- Le Gan de Jean (1588)[2]
- La Lucresse ou les Secondes Amours (1594)
- La Franciade, tragédie (1594)
- Les Trophées de Henry quatrième  (1594)[3]
- Le dernier adieu des Jésuites et leur sortie hors du Royaume de France (1595) [4]
- Les Loisirs (1606)[5]
- La Nouvelle Muse ou les loisirs (1618)[6]
- La Langue françoise (1620, Lyon). La valeur et l'emploi de chaque lettre de l'alphabet[7],[8]
- Les Desguisez
- Amour, si de tout temps tu m'as trouvé fidèle